# Pinus galaiana
Pinus galaiana là một loài thực vật hạt trần trong họ Pinaceae. Loài này được Papaioannes ex Cavadas mô tả khoa học đầu tiên năm 1938.